# Guido Giustiniano
Guido Giustiniano (Portici, 2 novembre 1941 – Napoli, 26 ottobre 1998) è stato un religioso, teologo e giurista italiano.

## Biografia
Giurista e teologo, Giustiniano conseguì le lauree dottorali in teologia presso la Pontificia Universitas Urbaniana e in Utroque Iure presso la Pontificia Universitas Lateranensis, e il diploma solenne in arte e lettere presso l'Accademia di Pontzen.
Giudice e Presidente aggiunto del Tribunale Ecclesiastico Regionale Campano e d'Appello, Avvocato del Tribunale Apostolico della Sacra Rota, Ministro Provinciale dell'Ordine dei Frati Minori Conventuali di Campania e Lucania, giornalista e direttore del mensile francescano "Luce Serafica", docente di teologia e diritto canonico in diversi atenei, Giustiniano si occupò di rapporti tra omosessualità, transessualità e diritto canonico.
Fu missionario presso la comunità francescana conventuale di Manila.

## Opere
- - Cultura e salvezza, Laurenziana, 1975
  - Promozione Umana e Cultura, Dehoniane, 1976
  - Tarcisio Musto: un’esperienza tra arte e spiritualità, Laurenziana, 1985
  - Santa Chiara a Napoli: tra arte e spiritualità, Laurenziana, 1987
  - Donum Meum, Laurenziana, 1987
  - Padre Stefano Macario francescano e pittore: omaggio dei critici e degli amici, Laurenziana, 1995
  - In memoria di P. Domenico del Franco dei Frati Minori, 1996
  - Ius et Munera. Studi di diritto canonico ed ecclesiastico in onore di Mons. Vincenzo Scancamarra, Laurenziana, 1997
  - Verbi nativitas, Laurenziana, 1997
  - Il fenomeno del transessualismo: analisi medico-giuridica e giurisprudenziale canonica, Pontificia Università Lateranense, 1998
  - Transessualità, matrimonio e diritto canonico, Laurenziana, 1998

| Controllo di autorità | VIAF (EN) 72646504 · ISNI (EN) 0000 0000 2186 9953 · SBN CFIV074753 · LCCN (EN) n78022476 · CONOR.SI (SL) 167332451 |